# Totemlepkék
A totemlepkék a rovarok (Insecta) osztályába, a lepkék (Lepidoptera) rendjébe, ezen belül a selyemlepkeszerűek (Bombycoidea) öregcsaládjába tartozó nem.

## Előfordulása
Európában, Ázsiában és Afrikában élnek, azokon a területeken ahol hernyók tápnövényei megtalálhatóak.

## Megjelenése
A nembe tartozó fajok imágói közepes, vagy nagy termetűek (5–16,5 cm), jellegzetes fekete-sárga mintázattal rendelkeznek szárnyaik, az elülső szárnyak gyakran szemfoltokkal is.
A hernyók gyakran színesek, testükön hosszú nyúlványokat viselhetnek, a talajon bábozódnak be.

## Fajok
- Brahmaea ardjoeno (Kalis, 1934)
- Brahmaea bicolor (Matsumura, 1921)
- Brahmaea carpenteri (Butler, 1883)
- Brahmaea celebica (Toxopeus, 1939)
- Brahmaea certhia (Fabricius, 1793)
- Brahmaea christophi (Staudinger, 1879)
- Brahmaea conchifera (Butler, 1880)
- Brahmaea europaea (Hartig, 1963)
- Brahmaea hearseyi (White, 1862)
- Brahmaea insulata (Inoue, 1984)
- Brahmaea japonica (Butler, 1873)
- Brahmaea ledereri (Rogenhofer, 1873)
- Brahmaea litserra (H.L. Hao, X.R. Zhang& J.K. Yang, 2002)
- Brahmaea loeffleri (Naumann & Brosch, 2005)
- Brahmaea lunulata (Bremer & Grey 1852)
- Brahmaea magnificentia (Bryk, 1949)
- Brahmaea naessigi (Naumann & Brosch, 2005)
- Brahmaea paukstadtorum (Naumann & Brosch, 2005)
- Brahmaea petiveri (Butler, 1866)
- Brahmaea porphyria (Chu & Wang, 1977)
- Brahmaea reducta (Hering, 1932)
- Brahmaea rufescens (Butler, 1880)
- Brahmaea saifulica (de Freina & Witt, 1982)
- Brahmaea spectabilis (Hope, 1841)
- Ázsiai totemlepke (Brahmaea tancrei) (Fustaut, 1896)
- Brahmaea undulata (Bremer & Grey, 1853)
- Brahmaea undulosa (Staudinger)
- Nagy totemlepke[4] (Brahmaea wallichii) (Gray, 1831)
- Brahmaea zaba (de Freina, 1982)[2][3][5][6][7][8][9]

## Képgaléria
|  |  |  |

|  |  |  |  |